# Анісімов Федір Іванович
Федір Іванович Анісімов (рос. Фёдор Иванович Анисимов)  (нар. у 1814 році), в станиці Грушевська Землі Війська Донського — 1855) — поет, автор знаменитого донського козачого гімну «Сколихнувся, схвилювався православний тихий Дон». Помер у 1855 році.

## Життя і творчість
Федір Іванович після закінчення Новочеркаської гімназії та Харківського університету викладав математику, латинську та французьку мови в Новочеркаської гімназії. За успіхи у викладацькій діяльності він багаторазово отримував від дирекції училищ Дона різні заохочення. Анісімова регулярно підвищували в чинах. Федір Іванович Анісімов любив поезію, сам писав вірші. У 1853 році, з початком Кримської війни, він написав вірш «Сколихнувся, схвилювався православний тихий Дон», на яке сам же написав музику. На високому патріотичному підйомі у Федора Івановича народжується вірш:
|  | Православний Тихий Дон, І слухняно відгукнувся На заклик монарха він. Він дітей своїх скликає На кривавий військовий лір, До турків у гості споряджає, Щоб добути Росії світ. |

У дещо зміненому вигляді вірш було прийнято на Великому Колі в Новочеркаську у 1918 році як офіційний гімн Всевеликого Війська Донського.